# Charles d'Helfer
Charles d’Helfer [Helpher, d’Helfert, Delpher, Delphert] est un prêtre et maître de chapelle, également compositeur, actif à Soissons et à Paris durant le troisième quart du XVIIe siècle. Il est mort à Soissons avant le 4 novembre 1661.

## Biographie
La première mention de son nom intervient le 27 janvier 1648 lorsqu'il signe comme témoin au mariage de sa sœur Jeanne avec Antoine Leclerc en l'église Saint-Eustache de Paris ; il y est dit prêtre et maître de musique à Soissons. Il est engagé à la cathédrale au plus tard en 1648, et passe presque toute sa carrière à Soissons. Il est également reçu chapelain d’une des douze chapelles de cette cathédrale en 1653, puis chanoine de cette même église, avant 1664.
Lorsque le chapitre voulut lui accorder la chapellenie de Saint-Jean-Baptiste, celui-ci se heurta à l’opposition du chapelain Adrien Des Roques, qui en était déjà pourvu. Un jugement du Parlement de Paris confirma ce dernier dans sa chapellenie le 27 juin 1651. Mais la décision du 5 septembre 1653 qui fit suite à l’appel interjeté par d’Helfer fut opposée et celui-ci put finalement la recevoir. Il figure encore en 1657 dans les archives capitulaires de Soissons entre le 20 et le 29 décembre 1656 à propos d'une querelle intervenue avec Michel du Plessis, diacre et chanoine, qui l'aurait frappé.
La titulature imprimée sur ses messes évolue ainsi :
- 1656 : Insignis Ecclesiæ Cathedralis Suessionensis, Simphonæta Simphoniarcha [maître de la musique de l'insigne cathédrale de Soissons].
- 1658 : Insignis Ecclesiæ Cathedralis Suessionensis, Capellano, & Musices Moderatore [chapelain de l'insigne cathédrale de Soissons, et modérateur [= directeur] de sa musique].
- 1664 : Insignis Ecclesiæ Cathedralis Suessionensis Canonico, & in eadem puerorum Chori Magistro [chanoine de l'insigne cathédrale de Soissons et maître des enfants du chœur de ladite église].

Il a donc progressé dans la carrière ecclésiastique : d'abord maître de musique laïc il termine clerc (élevé à la dignité de chanoine) quelques années plus tard, signe qu'il est apprécié par le chapitre canonial.
En 1658, jusqu'en 1659, un certain "Gilles Bellefer" remplace Charles Péchon au poste de maître de musique de l'église Saint-Germain-l'Auxerrois de Paris. Ce Bellefer étant cité comme maître de musique de la cathédrale de Soissons, il est clair qu'il s'agit en fait de Charles d'Helfer.
Malade, il teste (rédige son testament) le 6 septembre 1661 et demande à être enterré dans la cathédrale, en suppliant messieurs du chapitre de faire poser contre le mur une petite épitaphe de deux pieds de haut pour rappeler le lieu de sa sépulture. De plus, il lègue au chantre de la cathédrale tous ses papiers de musique pour "par lui en faire comme bon lui semblera". Il meurt avant le 4 novembre 1661. Dans un factum paru en 1665, les enfants de sa sœur Jeanne et de son mari Antoine Le Clerc, maître chapelier à Soissons, réclament pour leurs enfants, légataires universels de Charles, le remboursement des sommes avancées en 1658 à maître Antoine Brouet, capitaine ordinaire de la compagnie des arquebusiers de Soissons et à Nicolas Canneau, roi des arquebusiers de cette ville, à l'occasion de la solennité du prix de l'arquebuse, rétablie en 1658. C'est Joachim Brille qui le remplace à son poste à Soissons (au plus tard en 1668).

## Œuvres

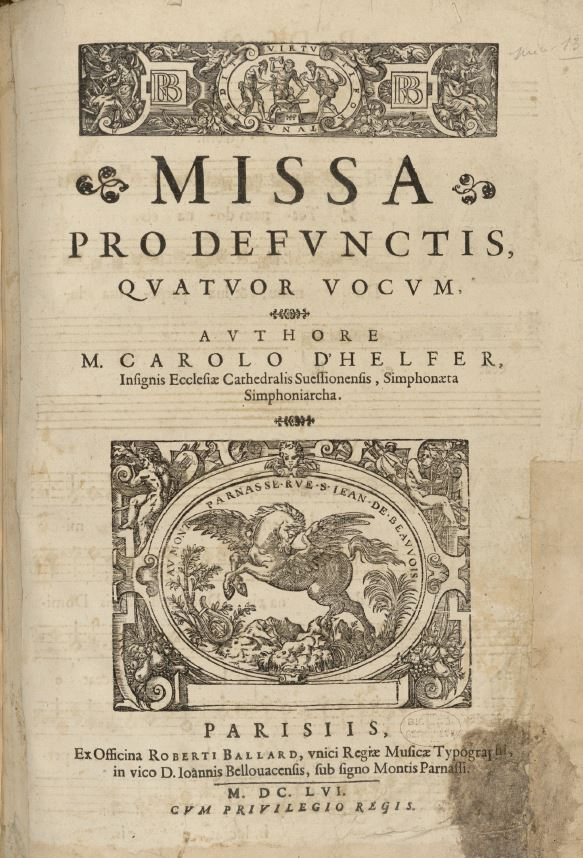
Page de titre de la Missa pro defunctis de Charles d’Helfer (Paris, 1656). Paris. Bibliothèque Sainte-Geneviève.

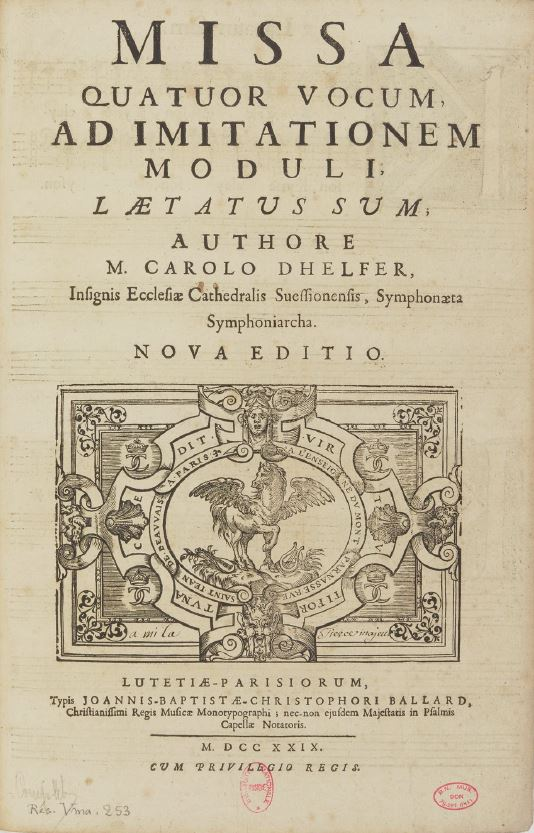
Page de titre de la Missa Lætatus sum de Charles d’Helfer (Paris, 1729). Paris BnF. D'après le psaume 121.

Les œuvres de d'Helfer sont toutes sacrées, en partie perdues et consistent essentiellement en messes. Elles optent pour un style fluide, peu ornementé et usant essentiellement des tonalités majeures/mineures en opposition aux anciens modes ecclésiastiques.
- Missa quatuor vocum ad imitationem moduli Benedicam Dominum[8]. Paris : Robert III Ballard, vers 1655. 1 vol. 2°. Guillo 2003 n° 1655-L, RISM H 4983. Paris BnF (Mus.) : Vm1 869(3). Numérisée sur Gallica.

Il existe une mise en partition, avec basse continue ajoutée par Sébastien de Brossard, et un Domine salvum fac regem ajouté à la fin (Paris BnF (Mus.) : VM1-920, cf. Cat. Brossard n° 769).
Édition réimprimée en 1729 (Nova editio, RISM H 4984).
- Missa pro defunctis, quatuor vocum. Robert III Ballard, 1656. 1 vol. 2°. Guillo 2003 n° 1656-G, RISM H 4985. Numérisée sur Internet Archive et sur Gallica.

Messe réimprimée en 1727 par Jean-Baptiste-Christophe Ballard (Nova editio, exemplaire à Lyon BM : SJ AK 457/12).
Cette messe aurait été chantée pour les obsèques de Michel-Richard de Lalande en 1726 à Notre-Dame de Versailles[réf. nécessaire].
Mise en partition manuscrite avec un superius (une partie pour voix aiguë[s]) et une « symphonie » ajoutés (ici un ensemble instrumental comprenant violon, hautbois, basse de viole, basse continue). Ce travail a été effectué par un maître anonyme. Paris BnF (Mus.) : D 2713, avec les parties séparées datées 1729 sous la cote H.490 (a-g).
Un second remaniement existe, coté H.494 (a-i), avec une symphonie plus riche (violon 1, violon 2, alto, basse de viole, basse continue).
Cette messe est encore chantée le 27 juillet 1774 à Saint-Denis pour les funérailles officielles de Louis XV.
L’Introït ; le Kyrie et le début du Graduel sont publiés par Jean-Benjamin de La Borde, Essai sur la musique, Tome II, p. 104-108 (Paris : 1780).
Édition par Jean-Charles Léon : Paris, Editions Auguste Zürfluh, cop. 1991. Sur l'œuvre et le contexte de son interprétation, voir Launay 1963 et Eby 2001.
- Missa sex vocum ad imitationem moduli In æternum cantabo[10]. Paris : Robert III Ballard, 1658. 1 vol. 2°. Guillo 2003 n° 1658-J, RISM H 4986, numérisée sur Gallica.

Le Kyrie et le Gloria ont été mis en partition avec symphonie et basse continue par Sébastien de Brossard (Paris BnF (Mus.) : VM1-922, cf. Cat. Brossard n° 771).
- Missa [quatuor vocum ad imitationem moduli] Lorsque d'un desir curieux[11]. Paris : Robert III Ballard, 1658. 1 vol. 2°. Guillo 2003 n° 1658-K.

Édition perdue, identifiée par les catalogues de la maison Ballard de 1683 et 1704.
Le timbre provient d'un air de Jean de Cambefort publié dans son IIe livre d'airs en 1655 : Lorsque d'un desir curieux / Je presse Amarillis de me dire elle mesme / S'il est vray qu'elle m'ayme...
- Missa quatuor vocum ad imitationem moduli Deliciæ regum[12]. Paris : Robert III Ballard, 1664. 1 vol. 2°. Guillo 2003 n° 1664-E. RISM H 4988. Numérisée sur Gallica.

Mise en partition par Sébastien de Brossard (Paris BnF (Mus.) : VM1-921-921 bis, cf. Cat. Brossard n° 770). Celui-ci affirme que « son titre n'est point usurpé puisque », vers 1720, « cette messe faisait encore les délices des gens de goût ».
Édition réimprimée en 1728 (Nova editio : RISM H 4989).
- Missa [quatuor vocum ad imitationem moduli] Lætatus sum[13]. Paris : Robert III Ballard, [c. 1655-1658]. 1 vol. 2°. Guillo 2003 n° ND-35.

Édition perdue, attestée par une mention dans les archives de la maîtrise de la cathédrale Rouen (AD Seine-Maritime : G 2700 (1658)).
Messe rééditée en 1678 chez Christophe Ballard (Secunda editio : RISM HH 4990a, qui donne par erreur la date de 1687).
Messe encore rééditée en 1729 par Jean-Baptiste Christophe Ballard (Nova editio : RISM H 4990, numérisée sur Gallica).
Un jeu incomplet de parties séparées se trouve à Clermont-Ferrand, AD Puy-de-Dôme : 5 G 93 et F 0 98. Voir Françoise Talvard 2018 p. 98.
- Missa [sex vocum ad imitationem moduli] Quid videbis in Sulamite[14]. Paris : Robert III Ballard, [c. 1655-1658]. 1 vol. 2°. Guillo 2003 n° ND-36.

Édition perdue attestée par une mention dans les archives de la maîtrise de Rouen (voir ci-dessus).
Messe rééditée en 1674 par Christophe Ballard (édition perdue), citée dans les catalogues de la maison Ballard.
- Vespres et Hymnes de l'année avec plusieurs motets ... à 4 parties et basse continue. Paris : Robert III Ballard, 1660. 1 vol. 4°. Guillo 2003 n° 1660-H.

Édition perdue, identifiée par des mentions dans l’inventaire de la boutique ou la bibliothèque des Ballard.

## Discographie
- Charles d'Helfer. Requiem, messe de funérailles des ducs de Lorraine. Ensemble A Sei Voci, Les Sacqueboutiers de Toulouse, La Psallette de Lorraine, dir. Bernard Fabre-Garrus. 1 CD Astrée E 8521, 1994.
- Charles d'Helfer : Missa pro defunctis à quatre voix (1656) Ensemble vocal Sagittarius, Ensemble La Fenice (dir. Jean Tubéry). Direction Michel Laplénie. 1 CD Calliope CAL 9891  (1993)